# Martin Gunnarsson
Martin Gunnarsson (n. 30 martie 1927, Töreboda, Skaraborg⁠(d), Suedia – d. 23 septembrie 1982, Georgia, SUA) a fost un trăgător de tir ce a reprezentat Statele Unite ale Americii, medaliat olimpic. A participat la o ediție a Jocurilor Olimpice (1964) în care a câștigat o medalie de bronz.

## Participări
Lista de mai jos prezintă principalele competiții la care a participat Martin Gunnarsson de-a lungul carierei.
- shooting at the 1964 Summer Olympics – men's 300 metre free rifle, three positions[*]